# Argyrospila formosa
Argyrospila formosa là một loài bướm đêm trong họ Noctuidae.